# Тер-Погосян, Петрос
Петро́с Тер-Погося́н (арм. Պետրոս Տեր-Պողոսյան) — армянский мститель за геноцид армян, участник операции «Немезис», убийца одного из организаторов геноцида армян — Джемаль-паши.

## Биография
Происходил из села Мохракуйт, работал на заработках в Харькове, куда ездили многие армяне-католики, и где в 1917 году даже было образовано Хоторджурское землячество. В 1916 году вернулся в родное село вслед за наступающей русской армией. Организовал отряд самообороны в ущелье Хоторджур, но при отступлении в 1918 году попал в плен к туркам. После поражения Турции в войне был освобождён и вступил в армянскую армию.
25 июля 1922 года в Тифлисе на улице Петра Великого (ныне — Павла Ингороквы) у дверей ЧК Петрос Тер-Погосян и Арташес Геворгян привели в исполнение приговор в отношении бывшего министра военно-морских сил Османской империи Джемала-паши, который приехал в Москву в качестве представителя Афганистана, где он работал военным советником, для переговоров. Не дождавшись финансовой помощи от советского правительства, в интересах которого он обещал противодействовать англичанам в Афганистане, Джемал пытался через Тифлис проехать в Анкару для встречи с Мустафой Кемалем. В организации покушения принимали участие Заре Мелик-Шахназарян и Степан Цагикян.
В 1930-х был арестован и сослан в Минусинск. Совершил побег, скрывался на охотничьей заимке в тайге.